# Mourad Fodili
 (décembre 2018).
Si vous disposez d'ouvrages ou d'articles de référence ou si vous connaissez des sites web de qualité traitant du thème abordé ici, merci de compléter l'article en donnant les références utiles à sa vérifiabilité et en les liant à la section « Notes et références ».
Mourad Fodili est un footballeur international algérien né le 4 septembre 1975 à Aïn Beïda. Il évoluait au poste de milieu défensif.
Il compte une sélection en équipe nationale en 2003.

## Biographie
Mourad Fodili évolue en Division 1 avec les clubs de l'USM Aïn Beïda, du MC Alger, du CS Constantine, et enfin de la JSM Béjaïa.
Il reçoit une sélection en équipe d'Algérie, le 24 septembre 2003, en amical contre le Gabon.

## Palmarès
- Vainqueur de la coupe d'Algérie en 2008 avec la JSM Béjaïa.
- Finaliste de la coupe de la Ligue en 1996 avec l'USM Aïn Beïda.
- Accession en Ligue 1 en 1995 avec l'USM Aïn Beïda.
- Accession en Ligue 1 en 2003 avec le MC Alger.